# Вітольд-Йосиф Ковалів
Вітольд-Йосиф Ковалів (пол. Witold Józef Kowalów, нар. 29 травня 1967, Закопане) — католицький священик, публіцист, видавець і вікіпедист, настоятель парафії Острог.

## Біографічні відомості
Син Стефана Коваліва та Хелени, уродженої Станек. Після закінчення початкової школи № 2 у м. Білий Дунаєць у 1982 році почав навчатися в ліцеї імені Освальда Бальцера в Закопане. Симпатик 1-ї скаутської команди імені князя Юзефа Понятовського в Закопаному. У 1983—1985 роках брав участь у роботі постійнодіючого історичного семінару 1-ї СК. У 1986 році склав іспит на зрілість. Того ж року вступив до Вищої семінарії Краківської архідієцезії. У 1992 році був висвячений на священика та здобув ступінь магістра з історії Церкви на богословському факультеті Папської теологічної академії в Кракові.
З 1992 року працював в Україні. З жовтня 1992 року був парохом парафії Острог на Волині (Луцька дієцезія), а з 1993 року також був парохом парафії Кунів (Кам'янецька дієцезія). У 1992—1995 роках був парохом Здолбунівської та Клеванської парафій, які передав своєму наступнику о. Анджею Щісловичу. У січні 2019 року за станом здоров'я вийшов на пенсію та став резидентом парафії в Острозі.
Член Головної Ради Синоду Львівської архідієцезії та Луцької дієцезії (1995—1997). Член Священицької Ради Львівської архідієцезії (1993—1996). Засновник і головний редактор релігійно-громадського часопису Луцької римо-католицької єпархії «Wołanie z Wołynia». У 1996—2000 роках був членом Ради священиків Луцької дієцезії. У 1999 році був призначений членом Комісії Римо-Католицького Єпископату України у справах суспільних комунікацій. Викладач Національного університету «Острозька Академія», м. Острог (2002—2010).
11 лютого 2005 р. призначений членом Історичної комісії беатифікаційного процесу Слуги Божого о. Владислава Буковинського. 18 грудня 2006 призначений каноніком (expositorio canonicali).
Член вченої ради НДІ Церкви в Луцьку (2009). 2 лютого 2010 р. призначений почесним каноніком Луцької кафедральної капітули.
Викладач Вищої семінарії Пресвятого Серця Ісуса Києво-Житомирської дієцезії у Ворзелі (2016). Редагує Вікіпедію під ніком Kovaliv.

## Відзнаки
- Лауреат 9-ї премії польської діаспори імені Ірени та Францішека Сковирів за «працю для Католицької Церкви і поляків на Волині» (2002);
- Медаль «Pro Memoria» Управління ветеранів війни та жертв репресій у Варшаві (8 травня 2005);
- Золота медаль Асоціації «Wspólnota Polska» (2007);
- Лицарський хрест Ордена Відродження Польщі (2008);
- Премія «Маленький Фенікс» за життєві досягнення та 77 публікацій (2012);
- Офіцерський хрест Ордена «За заслуги перед Польщею» (29 липня 2015)[3].

## Список публікацій
- Статті в пресі та книги

### Генеалогічне дерево родини Ковалівих
- Польська генеалогія
- MyHeritage
- Родовід
- Geni